# رابرت هوری
رابرت هُوْری (انگلیسی: Robert Horry؛ زادهٔ ۲۵ اوت ۱۹۷۰) بازیکن بازنشستهٔ بسکتبال اهل ایالات متحده آمریکاست. او ۱۶ فصل در ان‌بی‌ای بازی کرد و هفت قهرمانی با سه تیم مختلف به‌دست‌آورد؛ دو بار با هیوستون راکتس، سه بار با لس آنجلس لیکرز و دو بار هم با سن آنتونیو اسپرز؛ رکوردی که غیر از او تنها در اختیار یک بازیکن دیگر (جان سلی) است. رابرت هوری استاد بازی در شرایط سخت و پرتاب شوت‌های سرنوشت‌ساز بود؛ به این خاطر لقب «رابِ شوت‌های باشکوه» (Big Shot Rob) را به او دادند.